# Monticello (Missouri)
Monticello – wieś w Stanach Zjednoczonych, w stanie Missouri, siedziba administracyjna hrabstwa Lewis.